# Ernst Christian von Kospoth
Ernst Christian von Kospoth (* 4. März 1723 auf Groß-Kruckow; † 8. Februar 1815) war preußischer Generalleutnant, Chef des Kürassierregiments Nr. 3 und Erbherr auf Kospoda.

## Leben

### Herkunft
Seine Eltern waren der schwedische Major Ernst Friedrich von Kospoth und dessen Ehefrau Helene Hedwig, geborene von Barner aus dem Haus Ganskow.

### Militärkarriere
Kospoth wurde am 4. März 1741 als Estandartenjunker im Kürassierregiment „Alt-Waldow“ der Preußischen Armee angestellt. Im Ersten Schlesischen Krieg wurde ihm in der Schlacht bei Chotusitz die Standarte in der Hand zerschossen. Am 22. März 1744 wurde er zum Kornett befördert. Während des Zweiten Schlesischen Krieges kämpfte Kospoth in den Schlachten von Hohenfriedberg (verwundet), Soor, Kesselsdorf und der Belagerung von Prag. Zwischen den Kriegen wurde er dann am 28. Dezember 1750 Leutnant.
Im Siebenjährigen Krieg wurde Kospoth in der Schlacht bei Prag verwundet, kämpfte dann aber wieder in Kolin, Breslau, Kay (wieder verwundet), Torgau, Hochkirch, Reichenbach und im Gefecht von Züllichau. In dieser Zeit wurde er 10. Mai 1757 Stabsrittmeister, am 7. März 1758 Rittmeister und Kompaniechef sowie am 7. Mai 1760 mit Patent vom 6. Mai 1760 Major. Für sein Verhalten bei Torgau zeichnete ihn der König am 10. November 1760 mit dem Orden Pour le Mérite aus.
Am 26. Mai 1772 wurde er Oberstleutnant und am 20. Mai 1773 Oberst. Als solcher nahm er dann am Bayerischen Erbfolgekrieg teil. Am 1. September 1781 wurde er zum Kommandeur des Kürassierregiments „von Dalwig“ ernannt. Am 21. September 1782 wurde er zum Generalmajor befördert und zum Chef des Leibkürassierregiments ernannt. Am 19. Mai 1789 wurde er mit Patent vom 26. Mai 1789 noch zum Generalleutnant befördert.
Kospoth beging am 4. März 1791 sein 50-jähriges Dienstjubiläum. 1793 kämpfte er noch im Ersten Koalitionskrieg und nahm an der Schlacht bei Kaiserslautern teil, wo er mit dem Pferd schwer stürzte. Daraufhin wurde er Mitte Januar 1794 von der weiteren Teilnahme am Krieg freigestellt. Ende des Jahres, am 28. Dezember 1794, erhielt er seine Demission mit einer Pension von 1200 Talern. Am 20. Mai 1801 wurde er noch zum Ritter des Großen Roten Adlerordens geschlagen.

### Familie
Kospoth heiratete 1760 Barbara Sabine von Sydow (* 9. April 1743; † 8. August 1814). Sie war die Tochter des Oberst Valentin Detlof von Sydow, Kommandeur des Kürassierregiments „von Dalwig“, der am 12. August 1759 bei Kunersdorf gefallen war. Aus der Ehe ging die Tochter Beate Wilhelmine Amalie (* 7. Januar 1777) hervor, die sich am 20. Dezember 1792 mit Ernst Friedrich Ludwig Freiherr von Cronberg († 3. Oktober 1811), zuletzt Major im 1. Westpreußischen Infanterie-Regiment Nr. 6, verheiratete.